# سطح حمایت از فرگشت
سطح حمایت از فرگشت یا نظریه فرگشت در میان دانشمندان، مردم، و دیگر گروه‌ها موضوعی است که مکرراً در مناقشه آفرینش–فرگشت مطرح می‌شود و از مسائل و مشکلات آموزشی، دینی، فلسفی، علمی و سیاسی متأثر است. این موضوع به خصوص در آمریکا در جریان است، با این حال در سایر کشورها نیز موضوع مهمی است؛ چرا که آفرینش گرایان طرفدار این هستند که نظریه آفرینش را به عنوان جایگزینی برای نظریه فرگشت در مدارس تدریس کنند، یا می‌خواهند نشان دهند که نظریه فرگشت یک نظریه علمی کامل و کافی نیست. این موضوع به خصوص در کشورهایی بحث‌برانگیز است که، با این که فرگشت در مدرسه و دانشگاه آموزش داده می‌شود، جامعه دارای سطح قابل توجهی از عدم پذیرش فرگشت می‌باشد.
اکثریت قاطع (نزدیک به ۹۷٪) جوامع علمی فرگشت را به عنوان نظریه علمی برتر در توضیح گوناگونی حیات پذیرفته‌اند، و انجمن‌های علمی با قاطعیت در برابر چالش‌های مخالفان استدلال کرده و آن‌ها را رد کرده‌اند. هفتاد و دو آمریکایی برنده جایزه نوبل درخواست آموزش نظریه فرگشت را امضا کرده‌اند.
اگرچه خلقت گرایی و طراحی هوشمند در جامعه علمی به عنوان شبه علم شناخته شده‌اند، اعتقاد گسترده‌ای به خلقت گرایی در میان توده مردم در ایالات متحده، کشورهای اسلامی، در هند، آفریقای جنوبی، برزیل و کره جنوبی و با شدت کمتر در اسرائیل و استرالیا و نیوزلاند و کانادا وجود دارد. مهم‌ترین سازمانی که این حرکت را حمایت می‌کند، انستیتو دیسکاوری است که نیروی محرکه حمایت از آفرینش هوشمند است. این مؤسسه گروهی از کمپین‌ها و نیز روابط عمومی را با هدف اثر گذاری بر عموم مردم و بر قانونگذاران، به خدمت گرفته تا موقعیت خود را در جوامع علمی تقویت کنند. مؤسسه دیسکاوری بیان می‌دارد از آنجایی که حمایت عموم مردم از نظریه فرگشت به شدت کم است، بنابراین مدارس عمومی می‌بایست مناقشه را تدریس کنند، بدین معنی که معلمان نظریه تکامل را نقد کنند.
چندین نشریه موضوع پذیرش را مورد بحث قرار داده‌اند، از جمله سندی که توسط آکادمی ملی علوم ایالات متحده تولید شده‌است.

## حمایت علمی
اکثریت گسترده جامعه علمی و آکادمی، از تکامل به عنوان تنها توضیحی که می‌تواند به‌طور کامل مشاهدات گوناگون در زمینه‌های زیست‌شناسی، ژنتیک، زیست‌شناسی مولکولی، دیرین‌شناسی، انسان‌شناسی و… را توجیه کند، حمایت می‌کنند.
تخمینی در سال ۱۹۸۷ بیان کرد که تنها ۷۰۰ نفر از مجموع ۴۸۰۰۰۰ نفر دانشمندان علوم زیستی و زمین‌شناسی به خلقت گرایی اعتقاد دارند.".
پروفسور برایان الترز نویسنده و متخصص در زمینه مناقشه بین خلقت گرایی و تکامل بیان می‌دارد که ۹۹٫۹ درصد از دانشمندان تکامل را قبول دارند.".
نظرسنجی که توسط مؤسسه گالوپ در سال ۱۹۹۱ انجام شد نشان داد حدود ۵ درصد از دانشمندان آمریکایی شامل آنهایی که خارج از زمینه علوم زیستی آموزش دیده‌اند به خلقت گرایی اعتقاد دارند.
به علاوه جامعه علمی، نظریه طراحی هوشمند را به عنوان شعبه‌ای از آفرینش گرایی جدید، غیرعلمی، یا شبه علم یا علم غیرمفید می‌دانند
آکادمی ملی علوم ایالات متحده بیان کرده‌است که نظریه طراحی هوشمند یا هر نظریه دیگری مبنی بر دخالت داشتن یک نیروی فراطبیعی در پیدایش منشأ حیات، علمی نیست؛ زیرا که نمی‌تواند توسط آزمایش بررسی گردد؛ و همچنین هیچ نوع پیش‌بینی یا فرضیه ای از خود ارائه نمی‌دهد.
در سال ۲۰۰۵ تعداد ۳۸ تن از برندگان برجسته جایزه نوبل بیان داشتند که نظریه طراحی هوشمند از پایه غیر علمی است. این نظریه نمی‌تواند به عنوان یک تئوری علمی در معرض آزمایش گذاشته شود زیرا که نتیجه‌گیری اصلی آن بر پایه اعتقاد به نیروی فراطبیعی است.
در اکتبر سال ۲۰۰۵ ائتلافی شامل هفتادهزار دانشمند و مدرس استرالیایی عنوان کردند که طراحی هوشمند نظریه‌ای علم نیست؛ و از همه مدارس خواستند که طراحی هوشمند را به عنوان یک نظریه علمی تدریس نکنند زیرا که هیچ‌کدام از شرایط یک نظریه علمی را تأمین نمی‌کند.
در سال ۱۹۸۲ میلادی، ۷۲ نفر از برندگان جایزه نوبل، ۱۷ فرهنگستان علوم دولتی به همراه ۷ جامعه علمی دیگر با امضای یک توصیه نامه (به انگلیسی amicus curiae brief) از دیوان عالی ایالات متحده آمریکا در مورد قضایی ادواردز وی. اگیلارد خواستند تا قانون ایالت لوئیزیانا مبنی بر آموزش نظریه آفرینش—که در توصیه نامه، تجسم عقاید مذهبی خوانده شده بود—را ملغی کند. این بزرگ‌ترین اجماع برندگان جایزه نوبل در امضای چیزی تا آن زمان بود، و «آشکارترین اعلامیه دانشمندان در طرفداری از نظریه تکامل تاکنون» بوده‌است.
تعداد بسیار زیادی سازمان‌های علمی در سراسر جهان اعلامیه‌هایی در طرفداری از نظریه تکامل منتشر کرده‌اند. انجمن پیشبرد علوم آمریکا، بزرگ‌ترین جامعه علمی عمومی با ۱۳۰۰۰۰ عضو و ۲۶۲ جامعه وابسته و فرهنگستان علوم شامل ۱۰ میلیون شخص حقیقی، در طرفداری از نظریه تکامل بیانیه‌های متعددی انتشار داده و بارها اعلامیه‌های مطبوعاتی به طبع رسانده‌است. سازمان معتبر آکادمی ملی علوم ایالات متحده کتاب‌های متعددی در حمایت از نظریه تکامل و نکوهش نظریه آفرینش و طراحی هوشمند منتشر نموده‌است. به‌طور مثال آکادمی علوم آمریکا در یکی از مقاله‌های خود در مورد اعتبار فرگشت می‌گوید: گذشته و تداوم رخدادهای فرگشتی حقیقت علمی هستند. چون شواهدی که آنها را حمایت می‌کنند بسیار قوی هستند
اختلاف برجسته‌ای بین نظر دانشمندان و عموم مردم در ایالات متحده وجود دارد. یک نظر سنجی که توسط مرکز تحقیقات پو در سال ۲۰۰۹ انجام شد نشان داد " تقریباً تمام دانشمندان (۹۷ درصد) می‌گویند انسان و دیگر موجودات زنده در طی زمان تکامل یافته‌اند – ۸۷ درصد می‌گویند این تکامل به علت فرایندهای طبیعی مانند انتخاب طبیعی روی داده‌است. نظر غالب در بین دانشمندان – که موجودات زنده به علت فرایندهای طبیعی تکامل یافته‌اند – مورد قبول تنها یک سوم (۳۲ درصد) مردم عادی می‌باشد."."

### آراء، بیانیه‌ها و اعلامیه‌های دانشمندان قبل از سال ۱۹۸۵ میلادی
یکی از اولین آراء منتشر شده در حمایت از نظریه تکامل در سال ۱۹۲۲ میلادی به وسیله انجمن پیشبرد علوم آمریکا انتشار یافت و در سال ۱۹۲۹ بار دیگر مورد تأیید قرار گرفت.
یکی دیگر از اولین تلاش‌ها برای حمایت از نظریه تکامل توسط زیست‌شناس آلمانی برنده جایزه نوبل هرمان ج. مولر در سال ۱۹۶۶ میلادی سازماندهی شد. مولر در ماه می سال ۱۹۶۶ سندی با عنوان " آیا تکامل زیستی اصلی از طبیعت است که توسط علم کاملاً مورد قبول می‌باشد؟" منتشر ساخت:

هیچ فرضیه جایگزینی برای اصل تکامل و «درخت حیات» آن، وجود ندارد که یک زیست‌شناس با صلاحیت امروزه آن را جدی بگیرد. علاوه براین، این اصل آنچنان برای درک جهانی که در آن زندگی می‌کنیم و نیز درک خودمان مهم است که عامه مردم شامل دانش آموزانی که درس زیست‌شناسی را در دبیرستان می‌گذرانند باید از آن مطلع شوند و بدانند که این اصل همانند کروی بودن زمین، اصلی کاملاً محرز است.

۱۷۷ نفر از زیست شناسان سرشناس آمریکا این بیانیه را امضا کردند. جورج ج. سیمپسون از دانشگاه هاروارد، برنده جایزه نوبل پیتر آگره از دانشگاه دوک، کارل سیگن از کورنل، جان تایلر بونر از پرینستون، برنده جایزه نوبل جورج بیدل، رئیس دانشگاه شیکاگو و همچنین دونالد ف. کندی از دانشگاه استنفورد و رئیس سابق اداره مواد غذائی و داروئی ایالات متحده آمریکا.
پس از این قضیه در پاییز سال ۱۹۷۲ میلادی انجمن پیشبرد علوم آمریکا (AAAS) بیانیه‌ای را تصویب کرد که در آن می‌خوانیم «نظریه خلقت… نه اساس علمی دارد و نه قادر است قواعد مورد نیاز نظریات علمی را برآورده کند». آکادمی ملی علوم ایالات متحده نیز بیانیه مشابه‌ای را در پاییز سال ۱۹۷۲ میلادی تصویب نمود. اعلامیه‌ای در مورد تکامل که با عنوان «بیانیه‌ای در تأیید تکامل به عنوان یک اصل عملی» خوانده می‌شود، در سال ۱۹۷۷ توسط برنده جایزه نوبل لینوس پاولینگ، ایزاک آسیموف و جورج سیمپسون، نرمن هورویتز استاد زیست‌شناسی کالتک، ارنست مایر و دیگران به امضا رسید و منتشر شد. هیئت مدیره مؤسسه آمریکایی علوم زمین در نوامبر سال ۱۹۸۱ و کمی پس از آن انجمن پیشبرد علوم آمریکا بیانیه دیگری در حمایت از تکامل تدریجی و بی‌اعتبار دانستن آموزش نظریه خلقت در کلاس‌های علوم منتشر نمودند.
تا به امروز هیچ مقاله تحقیقی داوری همتا شده (به انگلیسی peer-reviewed) که تکامل را رد کند در لیست موتور جستجوی ژورنال‌های علمی و پزشکی پاب مد وجود ندارد.

### پروژه استیو
انستیتو دیسکاوری اعلام کرد بیش از ۷۰۰ دانشمند تا تاریخ ۸ فوریه ۲۰۰۷ حمایت خود را از نظریه طراحی هوشمند اعلام داشته‌اند. این کار سبب شد مرکز ملی آموزش علوم برای ایجاد یک بیانه غیررسمی در حمایت از تکامل به نام پروژه استیو اقدام کند. تنها دانشمندانی می‌توانستند در امضای این بیانیه شرکت داشته باشند که نام آن‌ها "استیو" (و یا موارد مشابه استیو مثل Lاستفان" و …) می‌بود.
این بیانیه در واقع یک کار طنز و تبلیغاتی است که در پاسخ به "لیستی که موسسات حامی خلقت گرایی از اسامی دانشمندان حامی خلقت گرایی نوشته‌اند،" این بیانیه نشان می‌دهد تعداد دانشمندانی که اسم کوچکی شبیه Steve دارند و از تکامل حمایت می‌کنند (بیش از ۱۳۷۰ نفر) بیشتر از کل دانشمندانی است که طرفدار طراحی هوشمند هستند. این دلیل دیگری است که بر اساس آن برایان الترز درصد دانشمندانی که از تکامل حمایت می‌کنند را حدود ۹۹٫۹ تخمین می‌زند.

## حمایت عمومی

میزان پذیرش فرگشت انسان در کشورهای مختلف

به نظر نمی‌رسد که هم‌بستگی قابل توجهی بین اعتقاد به تکامل و فهم علوم تکاملی باشد. در برخی کشورها، اعتقادات خلقت‌گرایانه (یا فقدان حمایت برای نظریه تکاملی) نسبتاً گسترده هستند، و حتی اکثریت رای عموم را جلب کرده‌اند. پژوهشی که در نشریه ساینس منتشر شد طرز برخورد و گرایش‌ها در مورد فرگشت را در ایالات متحده، ۳۲ کشور اروپایی (شامل ترکیه) و ژاپن مقایسه کرد. تنها کشوری که در آن پذیرش فرگشت از ایالات متحده کم‌تر بود ترکیه بود (۲۵٪). پذیرش عمومی فرگشت بیش‌تر از همه در ایسلند، دانمارک و سوئد گسترده‌است (با بیش از ۸۰٪ جمعیت).

### افغانستان
بر حسب گفته مرکز تحقیقات پیو، افغانستان کم‌ترین میزان پذیرش فرگشت را در میان کشورهای مسلمان دارا است. فقط ۲۶٪ مردم افغانستان فرگشت را می‌پذیرند. ۶۲٪ تکامل انسان را انکار می‌کنند و اعتقاد دارند که همیشه انسان به شکل کنونی وجود داشته‌است.

### کانادا
در نظرسنجی‌ای در ۲۰۱۲ میلادی، ۶۱٪ کانادایی‌ها باور داشتند که انسان‌ها از شکل‌های کم‌تر پیشرفته حیات تکامل یافته‌اند، در حالی که ۲۲٪ باور داشتند که در ۱۰۰۰۰ سال اخیر خدا موجودات بشر را به شکل فعلیشان خلق کرده‌است.

### اسرائیل
بیش از نیمی از یهودیان اسرائیل فرگشت انسان را می‌پذیرند در حالی که ۴۰٪ فرگشت انسان را انکار می‌کنند و ادعا می‌کنند که انسان همیشه به شکل کنونی اش موجود بوده‌است.

### پاکستان
در یک بررسی که در ۲۰۰۹ میلادی توسط پژوهش‌گران مک‌گیل و همکاران بین‌المللی آن‌ها انجام شد مشخص شد که ۸۶٪ دانش‌آموزان پاکستانی مقاطع بالای مدارس با این گزاره موافقند که «میلیون‌ها فسیل نشان می‌دهد که برای میلیاردها سال حیات وجود داشته‌است و در طول زمان تحول پیدا کرده‌است.»

## حمایت از روند تکامل توسط نهادهای مذهبی
بسیاری از خلقت گرایان به عنوان بشارت دهنده عمل می‌کنند و سازمان‌های آنها به عنوان تَشکل‌های مذهبی بدون مالیات ثبت می‌شوند. خلقت گرایان معتقدند که آنها نمایندهٔ منافع مسیحیان حقیقی هستند و نظریهٔ تکامل آکنده از خدانشناسی (کفر) است.

### تکامل و کلیسای کاتولیک
بخشنامه‌های پاپ در سال ۱۹۵۰ میلادی بر پایه شک و تردید در نظریه تکامل بودند اما صریحاً آن را رد نمی‌کردند. این امر به‌طور مستقیم توسط پاپ جان-پاول دوم در سال ۱۹۹۶ در خطاب به آکادمی علوم دینی اذعان کرد: «امروز تقریباً نیم قرن پس از انتشار بخشنامه می‌گذرد و دانش جدید منجر به شناخت نظریه تکامل با بیش از یک فرضیه شده‌است.»

## پشتیبانی از تکامل در پزشکی و صنعت
انتقاد اصلی خلقت گرایان این است که نظریهٔ تکامل فاقد ارزش است و در هیچ زمینه‌ای مورد استفاده نیست و نخواهد بود. برطبق تفکر بسیاری از خلقت گرایان، با حذف  تکامل هیچ گونه آسیبی به نظریات دیگر زده نمی‌شود و حتی برای علم و صنعت بسیار مفید خواهد بود.

## حمایت دیگر از نظریهٔ تکامل
همچنین بسیاری از سازمان‌های آموزشی در حمایت از نظریهٔ تکامل بیانیه‌های را اظهار کردند.

## حمایت همگانی
چنین به نظر نمی‌رسد که بین اعتقاد به تکامل و درک علم تکاملی ارتباط معنی داری وجود داشته باشد. در برخی از کشورها، عقاید خلقت گرایان (یا عدم حمایت از نظریهٔ تکامل) نسبتاً گسترده‌است و حتی اکثریت افکار عمومی را به خود جلب کرده‌است.

### روسیه
بر طبق مرکز تحقیقاتی PEW، تقریباً ۶۵ درصد از روس‌ها نظریهٔ تکامل را پذیرفتند و تنها ۲۶ درصد از آنها این نظریه را رد کردند و مدعی هستند که «انسانها همیشه به شکل فعلی خود خلق شدند.»

### انگلستان
نظرسنجی در سال ۲۰۰۶ در کشور انگلستان در زمینهٔ «منشأ و تکامل زندگی» انجام شد و از آنها خواسته شد تا بین سه توضیح از منشأ زندگی، یک مورد را انتخاب کنند: ۲۲٪ (زمین جوان) خلقت گرایی، ۱۷٪ طراحی هوشمندانه (ویژگیهای خاصی از موجودات زنده با وجود مداخله یک موجود فوق طبیعی، به عنوان مثال خدا را بهترین توضیح دانستند)، ۴۸٪ نظریه تکامل (نقش الهی صریحاً حذف کردند) را انتخاب کردند و مابقی هیچ گونه نظری در این زمینه نداشتند.

### کشور اوکراین
طبق تحقیقات مرکز تحقیقاتPEW، ۵۴ درصد از پاسخ دهندگان در اوکراین تئوری تکامل را می‌پذیرند در حالی که ۳۴ درصد تئوری تکامل را انکار می‌کنند و مدعی هستند که «انسان‌ها همیشه به شکل فعلی خود می‌زیستند».

## گرایش‌ها
سطح رضایت از دستاوردهای تکاملی با گذشت زمان تغییر کرده‌است. روند پذیرش تکامل را می‌توان تخمین زد.

### تأثیر اولیه نظریه داروین
سطح حمایت از تحول در جوامع مختلف با توجه به زمان و بطن اجتماعی متفاوت بوده‌است. نظریه داروین تقریباً در طول ۲۰ سال از انتشار آن در سال ۱۸۵۸، تقریباً درصد بالایی از طبیعت گرایان را متقاعد کرده بود و اختلاف نظر جدی با افکار عمومی و روحانیون آزاداندیش داشت.

### اعتقادات اخیر عموم
در نظرسنجی گالوپ در سال ۱۹۹۱، ۴۷٪ از جمعیت آمریکا و ۲۵٪ از فارغ التحصیلان دانشگاه با این بیانیه موافق بودند، «خداوند انسان را تقریباً در ۱۰٫۰۰۰ سال گذشته تقریباً به شکل فعلی خود آفریده‌است.»

### گرایش‌های علمی اخیر
سطح حمایت دانشمندان خلقت گرا از این نظریه بسیار اندک بوده‌است. در سال ۲۰۰۷، مؤسسه Discovery گزارش داد که حدود ۶۰۰ دانشمند مخالفت علمی خود را با نظریه داروین امضاء کردند که تعداد آنها در سال ۲۰۰۱ به میزان ۱۰۰ نفر بوده‌است.